# Psi-Missing
«PSI-missing» es el sexto sencillo publicado por la cantante de J-pop, Mami Kawada, perteneciente a I've Sound. Este sencillo salió a la venta el 29 de octubre de 2008, un año después del lanzamiento de su anterior sencillo, "JOINT". La canción fue usada como ópening de la serie de Anime To Aru Majutsu no Index.
La cara B Ame (雨 Rain?) fue incluida en el duodécimo episodio de la serie To Aru Majutsu no Index.
El sencillo salió a la venta en una edición de CD y DVD, (GNCV-0009) y una edición regular en CD (GNCV-0010). El DVD contiene el videoclip de "PSI-missing".

## Canciones
1. PSI-missing -- 4:23
Composición: Tomoyuki Nakazawa
Arreglos: Tomoyuki Nakazawa, Takeshi Ozaki
Letra: Mami Kawada
2. Ame -- 4:40
Composición: Tomoyuki Nakazawa
Arreglos: Tomoyuki Nakazawa, Takeshi Ozaki[1]
Letra: Mami Kawada
3. PSI-missing (instrumental) -- 4:23
4. Ame (instrumental) -- 4:36

## Reception
Alcanzó el decimocuarto puesto de la lista Oricon y permaneció en lista durante 14 semanas.[cita requerida]